# Códice Gnóstico de Berlim
O Códice Gnóstico de Berlim (ou somente Códice de Berlim), também conhecido como Códice de Acmim, classificado como Papyrus Berolinensis 8502 (BG 8502), é um manuscrito copta do século V (possivelmente do final do século IV), descoberto em Acmim, Alto Egito.

## História
No Cairo, em janeiro de 1896, Carl Reinhardt comprou o códice, recém descoberto envolto em penas num nicho de uma parede de uma sepultura Cristã. Era um códice escrito no dialeto sahídico do copta, que era de uso corrente no Egito naquele tempo.
Ele foi enviado para Berlim para a Ilha dos Museus, onde chamou a atenção da Academia de Ciências da Prússia através de Carl Schmidt, em julho. Ele traduziu e publicou os Atos de Pedro em 1903 e a Sophia de Jesus Cristo em 1907. Porém, o conteúdo gnóstico do Códice de Berlim só  foram totalmente traduzidos em 1954. Poucas pessoas prestaram atenção nele até os anos 70, quando uma nova geração de estudiosos do Cristianismo primitivo retomaram o interesse no assunto na onda da tradução dos textos gnósticos descobertos na mais famosa Biblioteca de Nag Hammadi em 1945.

## O Códice
O "Códice de Berlim" é formado por um conjunto de folhas costuradas juntas, envolto por tábuas cobertas com um couro que não parece curtido, nem pergaminho e nem pele descolorida quimicamente.

## Conteúdo
Quatro textos estão costurados juntos. Todos são trabalhos gregos traduzidos para o copta. O primeiro, em duas seções, é o Evangelho de Maria, fragmentado, e para o qual este é o manuscrito principal. Embora as páginas sobreviventes estejam bem preservadas, o texto não está completo e é perceptível pelo que foi encontrado que o Evangelho de Maria continha originalmente dezenove páginas. Estão faltando as páginas 1-6 e 11-14.
O Códice também contém o Apócrifo de João, Sophia de Jesus Cristo e uma epítome do Atos de Pedro. Estes textos são frequentemente discutidos junto com os textos mais antigos de Nag Hammadi.